# 衆議院議員ニシテ大東亜戦争ニ際シ召集中ナルニ因リ其ノ職ヲ失ヒタルモノノ補闕及復職ニ関スル法律
衆議院議員ニシテ大東亜戦争ニ際シ召集中ナルニ因リ其ノ職ヲ失ヒタルモノノ補闕及復職ニ関スル法律（しゅうぎいんぎいんニシテだいとうあせんそうニさいシしょうしゅうちゅうナルによリそノしょくヲうしなヒタルモノノほけつおよびふくしょくニかんスルほうりつ、旧字体：衆議院議員ニシテ大東亞戰爭ニ際シ召集中ナルニ因リ其ノ職ヲ失ヒタルモノヽ補闕及󠄁復職ニ關スル法律、昭和18年10月31日法律第98号）は、衆議院議員の召集中の議員資格や選挙の特例を定めた法律。1954年廃止。

## 概要
1943年10月31日に公布され、同日施行された。
衆議院議員選挙法第7条第2項には現役陸海軍人になった時は衆議院議員の被選挙権を有しないことが規定され、議院法第78条には選挙法の衆議院議員の被選挙権を失った時は退職することが規定されており、議院法第84条及び衆議院議員選挙法第79条では欠員が生じた場合は補欠選挙が実施されることが規定されていた。これについて特例を定め、1943年10月31日以降は、太平洋戦争の召集中によって失職した衆議院議員については当該欠員を対象とした補欠選挙を実施せず、残任期間中に召集解除された場合は衆議院議員に復職することが規定された。同法は附則で施行前に召集された衆議院議員については補欠選挙の告示が無い限りは同じように適用された。
1945年（昭和20年）8月15日の玉音放送や同年9月2日の降伏文書調印により太平洋戦争（大東亜戦争）が終わり、同年12月18日に衆議院解散となったことで、召集中によって失職した衆議院議員が存在しなくなったことでこの法律は実効性を喪失したが、1954年（昭和29年）5月1日に公布され即日施行された「自治庁関係法令の整理に関する法律」により廃止されるまで、法律としては存続した。

## 同法が適用された衆議院議員
| 応召日                     | 氏名       | 選挙区     | 応召 年齢 | 応召終了日                 | 原因 |
| -------------------------- | ---------- | ---------- | --------- | -------------------------- | ---- |
| 1943年（昭和18年）10月22日 | 小山田義孝 | 秋田2区    | 46        | 1945年（昭和20年）9月4日   | 復職 |
| 1943年（昭和18年）10月22日 | 間宮成吉   | 岐阜3区    | 45        | 応召のまま衆議院解散       | －   |
| 1943年（昭和18年）10月22日 | 愛野時一郎 | 佐賀2区    | 43        | 1943年（昭和18年）12月28日 | 復職 |
| 1943年（昭和18年）10月25日 | 有馬英治   | 福岡4区    | 35        | 1945年（昭和20年）9月3日   | 復職 |
| 1943年（昭和18年）10月25日 | 浜田尚友   | 鹿児島2区  | 34        | 1944年（昭和19年）12月22日 | 復職 |
| 1943年（昭和18年）11月25日 | 福家俊一   | 東京1区    | 31        | 1945年（昭和20年）9月1日   | 復職 |
| 1943年（昭和18年）12月4日  | 松岡秀夫   | 埼玉3区    | 45        | 1944年（昭和19年）9月4日   | 戦死 |
| 1944年（昭和19年）4月1日   | 小野祐之   | 長野4区    | 49        | 1944年（昭和19年）7月18日  | 戦死 |
| 1944年（昭和19年）7月15日  | 田中勝之助 | 島根2区    | 43        | 1945年（昭和20年）8月6日   | 戦死 |
| 1944年（昭和19年）8月3日   | 林佳介     | 山口1区    | 44        | 1945年（昭和20年）5月18日  | 復職 |
| 1945年（昭和20年）3月29日  | 高木義人   | 宮城2区    | 60        | 1945年（昭和20年）12月1日  | 復職 |
| 1945年（昭和20年）4月6日   | 日下田武   | 栃木2区    | 45        | 1945年（昭和20年）8月25日  | 復職 |
| 1945年（昭和20年）7月26日  | 堀内一雄   | 山梨全県区 | 51        | 1945年（昭和20年）8月30日  | 復職 |